# بارن (یکا)
یک بارن (انگلیسی: barn؛ نماد b) یک یکا در مساحت برابر با ‏۱۰−۲۸ m۲‎ ‏ (۱۰۰ fm۲) ‏ است. در ابتدا این یکا در فیزیک هسته‌ای برای بیان سطح مقطع هسته اتم و واکنش‌های هسته‌ای استفاده می‌شد اما امروزه در همه بخش‌های فیزیک ذرات استفاده می‌شود تا سطح مقطع هرگونه فرایند پراکندگی را بیان کند. یک بارن تقریباً اندازه سطح مقطع هسته اورانیوم است.